# Asterodea
Asterodea (in greco antico: Αστερόδεια?, Asteródeia o Αστεροδία, Asterodía) o Eeta oppure Eeto, è un personaggio della mitologia greca, una ninfa del Caucaso.
Con Eete ebbe il figlio Apsirto, prima che questi sposasse Idia.

## Mitologia
Asterodea non era immortale: il suo decesso avvenne prima che gli Argonauti potessero giungere al palazzo. Il re si risposò con Idia.

### Moderna
- Robert Graves, I miti greci, Milano, Longanesi, ISBN 88-304-0923-5.
- Angela Cerinotti, Miti greci e di roma antica, Prato, Giunti, 2005, ISBN 88-09-04194-1.
- Anna Ferrari, Dizionario di mitologia, Litopres, UTET, 2006, ISBN 88-02-07481-X.